# Tarquinia (stacja kolejowa)
Tarquinia (wł: Stazione di Tarquinia) – stacja kolejowa w Tarquinii, w regionie Lacjum, we Włoszech. Znajdują się tu 2 perony pasażerskie.
Na stacji znajdują się cztery drogi kolejowe. Dwie pierwsze od budynku stacji są zarezerwowane dla kolei pasażerskiej (gdzie pierwszy tor prowadzi w stronę Rzymu, a drugi w stronę Pizy). Trzeci tor jest używany do wymijania, a czwarty tor był używany do rozładunku wagonów towarowych.

## Transport pasażerów
Pomimo oddalenia stacji od centrum miasta stacja jest dość często używana. Zatrzymują się na niej zarówno pociągi regionalne (Regionale) jak i przyspieszone (Regionale veloce) w stronę Roma Termini, Montalto di Castro, Grosseto i Pisa Centrale.
Do tego przez Busitalia-Sita Nord (część grupy Trenitalia) są również prowadzone połączenia autobusowe do stacji Orbetello-Monte Argentario, Grosseto i Civitavecchii. Połączenia te są realizowane z częstotliwością trzech dziennie.